# Bauernhaus Kiensee 8

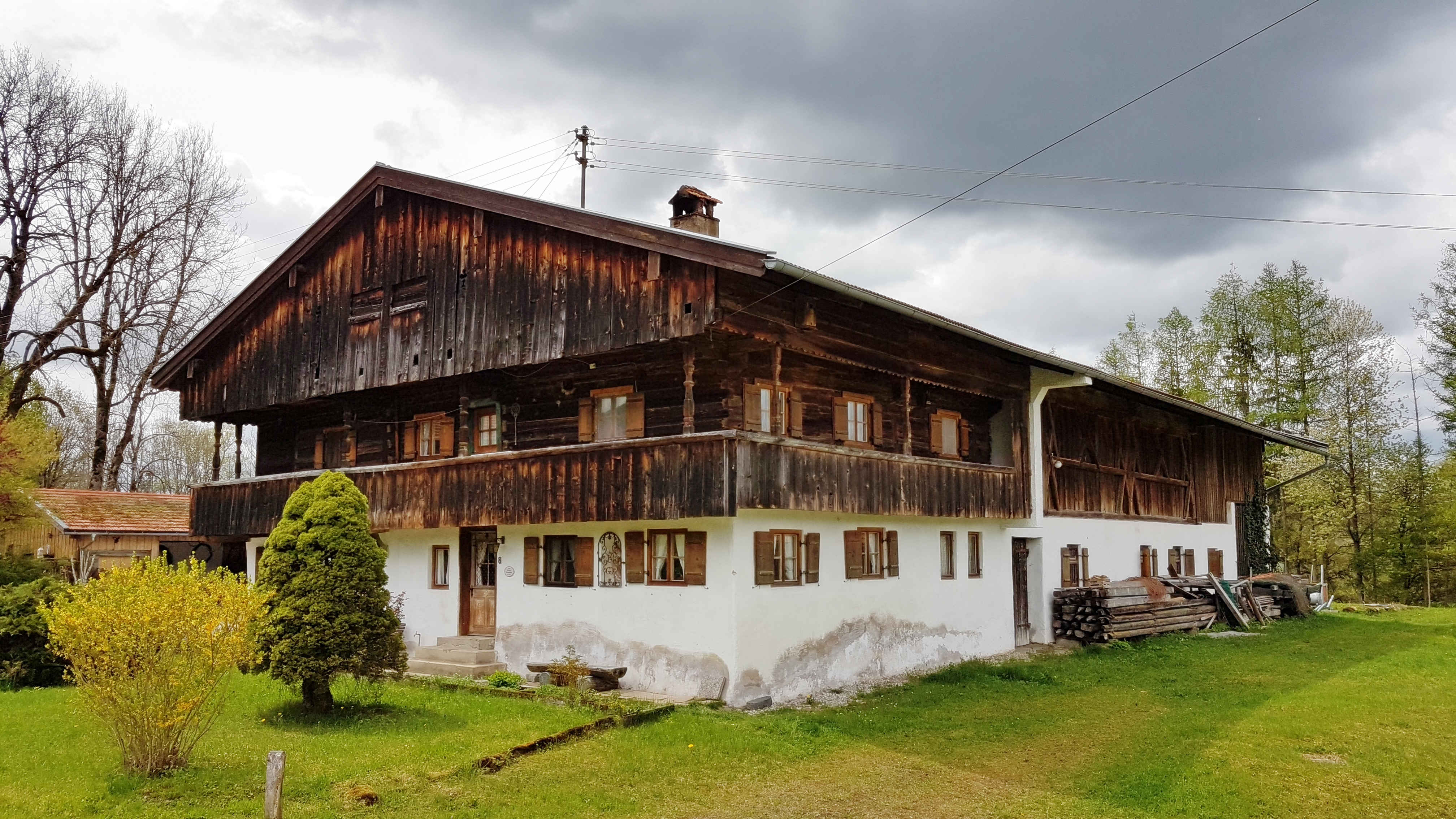
Bauernhaus Kiensee 8

Das Bauernhaus Kiensee 8 in Kiensee, einem Gemeindeteil von Bad Heilbrunn im oberbayerischen Landkreis Bad Tölz-Wolfratshausen, wurde im 17./18. Jahrhundert errichtet. Das Wohnhaus ist ein geschütztes Baudenkmal.
Das Bauernhaus ist ein Flachsatteldachbau mit Blockbau-Obergeschoss, umlaufender Laube und verschalter Giebellaube, das aus der Mitte des 17. Jahrhunderts stammt.
Das traufseitige Bundwerk stammt aus dem 18. Jahrhundert.